# Lingette
 (août 2016).
Si vous disposez d'ouvrages ou d'articles de référence ou si vous connaissez des sites web de qualité traitant du thème abordé ici, merci de compléter l'article en donnant les références utiles à sa vérifiabilité et en les liant à la section « Notes et références ».
Une lingette est une serviette ou un mouchoir en carré de tissu non tissé composé de cellulose, de viscose ou de polyester, vendue sèche ou imbibée de substances nettoyantes (on parle alors parfois de lingette humide, ne nécessitant pas d’eau, destinée à un usage unique. La lingette humide (ex : lingette jetable, lingette désinfectante ou lingette pour bébé) est à usage unique, généralement imbibée d'un produit et vendue dans un emballage individuel étanche, ou parfois délivrée par un distributeur, parfois sous forme d'un grand rouleau avec des lingettes individuelles pouvant être déchirées. Elles sont pour certaines destinées au nettoyage d'objets spécifiques (lunettes par exemple), à l'hygiène personnelle, au nettoyage ménager, au nettoyage industriel, ou à être utilisées comme textile de filtration. Elles sont pré-imbibées de produits chimiques distincts en fonction de leurs usages prévus.
Attention, les lingettes nettoyantes médicales, domestiques, de bureau, de lunettes, etc. ne sont pas destinées à l'hygiène quotidienne de la peau. Et, n'étant pas biodégradables, elles ne doivent pas être jetées dans la nature ni dans les toilettes ou les égouts (où elles bouchent certaines conduites et bloquent certaines pompes de relevage des eaux d'égouts en générant des millions d'euros en frais d'entretien et de réparation. En 2013, en raison de l'augmentation des ventes de lingettes (dans les pays riches essentiellement), Consumer Reports a signalé que les efforts visant à rendre les lingettes « jetables » dans les toilettes n'étaient pas satisfaisants.

## Histoire
L'objet est apparu dans les années 1980, sous le nom de "rince-doigts" pour l'hygiène des mains et à destination des restaurants ainsi que du transport aérien.
Les premières lingettes commercialisées pour le grand public naissent au Japon en 1989. Il en existe aujourd'hui spécialement conçues pour nettoyer les lunettes ou les smartphones.
C'est en 1995, que des lingettes principalement destinées à l'hygiène intime des bébés sont mises sur le marché.
Depuis la fin des années 1990, le commerce des lingettes tend à s'étendre à plusieurs domaines : hygiène, entretien, cosmétique et même nettoyage des fruits et légumes, etc.
Les ventes de lingettes humides dites dispersibles (c'est-à-dire supposées se déliter dans les égouts) sont passées (en valeur) de 796 millions de dollars à 1,4 milliard de dollars en 5 ans, de 2010 à 2015, et les industriels prévoyait que ce chiffre atteindrait 2,7 milliards de dollars en 2020. En 2015, un rapport de l'Association de l'industrie des tissus non tissés (INDA) et de l'Association européenne des matières jetables (EDANA) estimait que la production de non-tissé augmenterait de 5,7 % dans le monde chaque année durant 5 ans (jusqu'en 2020). Selon le rapport 2024 du principal lobby des lingettes (Edeana), « de 2013 à 2023, la production de non-tissé a augmenté à un taux annuel de 5,4 %, avec une croissance significative tirée par les processus fililé et le poinçonnage. La Chine a été à l'origine de la croissance de la production mondiale, qui a contribué à hauteur de 4,5 millions de tonnes supplémentaires entre 2013 et 2023, soit un taux de croissance annuel remarquable de 9,4 %. Les segments médical et les segments de transport ont connu l'expansion la plus rapide parmi les applications d'utilisation finale non tissée ».

## Types de lingettes
La propriété la plus importante pour une lingette est l'absorption rapide, et une capacité à capter la poussière, le gras, l'urine ou les excréments du bébé. 
Les lingettes conçues pour absorber le liquide aqueux sont fabriquées à partir de matériaux hydrophiles tels que la rayonne, la pulpe de bois et le coton. Les lingettes pour ramasser les liquides à base d'huile sont fabriquées à partir de fibres hydrophobes telles que le polypropylène et le polyester, etc. Certaines lingettes sont conçues pour absorber ces deux liquides. Les matériaux utilisés dans les lingettes varient en fonction des applications : fibres à base de pétrole (polyester et polypropylène), fibres à base de cellulose (pâte de bois, pâte à peluches, pâte à papier spéciale, rayonne viscose, Lyocel, acétate, Tencel et coton) fibres bicomposantes, mélanges de fibres cellulosiques et synthétiques et d'acide polylactique, liants de latex. Les lingettes techniques utilisées dans les industries de l'aérospatiale, de l'automobile, de l'optique et de l'électronique et d'autres lingettes spéciales sont spécialement fabriquées à partir de fibres bicomposantes divisibles.

## Écologie
Les lingettes sont non biodégradables, et pas ou peu dégradables. Or, elles sont jetées dans les égouts par millions, ou y arrivant indirectement via le ruissellement. Là, elles sont la cause dominante des bouchons, des pannes de pompes d'égout et de blocages des systèmes de dégrillage des stations d'épuration, pannes qui coûtent des millions d'euros aux collectivités dans le monde (plus de 11 millions d'euros en 5 ans pour la ville de New-York, et (selon la Thames Water, qui gère les systèmes d'approvisionnement en eau de Londres), plus de 13 millions d'euros/an) pour la ville de Londres.
Une lingette humide contient essentiellement du tissu non tissé (textile sanitaire, synthétique) et un peu de produit actif. Son abandon dans la nature est une source de pollution (microplastique et nanoplastique notamment et parfois de contaminants chimiques ou de biocontaminants (excréments en particulier). 
Son emballage, qui contient souvent un film plastique et de l'aluminium, bien que théoriquement recyclable, est une autre source de pollution,.